# 5.ª etapa del Tour de Francia 2018
La 5.ª etapa del Tour de Francia 2018 tuvo lugar el 11 de julio de 2018 entre Lorient y Quimper sobre un recorrido de 204,5 km y fue ganada al sprint por el ciclista eslovaco Peter Sagan del equipo Bora-Hansgrohe, quien completó su segunda victoria de etapa en el Tour 2018. El ciclista belga Greg Van Avermaet del equipo BMC Racing conservó el maillot jaune.

## Clasificación de la etapa
| \| Clasificación de la etapa \| Clasificación de la etapa \| Clasificación de la etapa \| Clasificación de la etapa \| Clasificación de la etapa \| \| Ciclista \| Ciclista \| Equipo \| Tiempo \| \| \| ------------------------- \| ------------------------- \| ------------------------- \| ------------------------- \| ------------------------- \| \| 1.º \| Peter Sagan \| Bora-Hansgrohe \| 4 h 48 min 06 s \| \| \| 2.º \| Sonny Colbrelli \| Bahrain-Merida \| + 0 s \| \| \| 3.º \| Philippe Gilbert \| Quick-Step Floors \| + 0 s \| \| \| 4.º \| Alejandro Valverde \| Movistar Team \| + 0 s \| \| \| 5.º \| Julian Alaphilippe \| Quick-Step Floors \| + 0 s \| \| \| 6.º \| Daniel Martin \| UAE Team Emirates \| + 0 s \| \| \| 7.º \| Greg Van Avermaet \| BMC Racing Team \| + 0 s \| \| \| 8.º \| Søren Kragh Andersen \| Team Sunweb \| + 0 s \| \| \| 9.º \| Andrea Pasqualon \| Wanty-Groupe Gobert \| + 0 s \| \| \| 10.º \| Vincenzo Nibali \| Bahrain-Merida \| + 0 s \| \| |                      |                     |                 |
| |                      |                     |                 |
| Fuente: ProCyclingStats |                      |                     |                 |
| Clasificación de la etapa |                      |                     |                 |
| Ciclista | Ciclista             | Equipo              | Tiempo          |
| 1.º | Peter Sagan          | Bora-Hansgrohe      | 4 h 48 min 06 s |
| 2.º | Sonny Colbrelli      | Bahrain-Merida      | + 0 s           |
| 3.º | Philippe Gilbert     | Quick-Step Floors   | + 0 s           |
| 4.º | Alejandro Valverde   | Movistar Team       | + 0 s           |
| 5.º | Julian Alaphilippe   | Quick-Step Floors   | + 0 s           |
| 6.º | Daniel Martin        | UAE Team Emirates   | + 0 s           |
| 7.º | Greg Van Avermaet    | BMC Racing Team     | + 0 s           |
| 8.º | Søren Kragh Andersen | Team Sunweb         | + 0 s           |
| 9.º | Andrea Pasqualon     | Wanty-Groupe Gobert | + 0 s           |
| 10.º | Vincenzo Nibali      | Bahrain-Merida      | + 0 s           |

## Clasificaciones al final de la etapa

### Clasificación general(Maillot Jaune)
| \| Clasificación general \| Clasificación general \| Clasificación general \| Clasificación general \| Clasificación general \| \| Ciclista \| Ciclista \| Equipo \| Tiempo \| \| \| --------------------- \| --------------------- \| ------------------------- \| --------------------- \| --------------------- \| \| 1.º \| Greg Van Avermaet \| BMC Racing Team \| 18 h 22 min 00 s \| \| \| 2.º \| Tejay van Garderen \| BMC Racing Team \| + 2 s \| \| \| 3.º \| Philippe Gilbert \| Quick-Step Floors \| + 3 s \| \| \| 4.º \| Geraint Thomas \| Team Sky \| + 5 s \| \| \| 5.º \| Julian Alaphilippe \| Quick-Step Floors \| + 6 s \| \| \| 6.º \| Bob Jungels \| Quick-Step Floors \| + 9 s \| \| \| 7.º \| Tom Dumoulin \| Team Sunweb \| + 13 s \| \| \| 8.º \| Søren Kragh Andersen \| Team Sunweb \| + 13 s \| \| \| 9.º \| Rigoberto Urán \| EF Education First-Drapac \| + 37 s \| \| \| 10.º \| Rafał Majka \| Bora-Hansgrohe \| + 52 s \| \| |                      |                           |                  |
| |                      |                           |                  |
| Fuente: ProCyclingStats |                      |                           |                  |
| Clasificación general |                      |                           |                  |
| Ciclista | Ciclista             | Equipo                    | Tiempo           |
| 1.º | Greg Van Avermaet    | BMC Racing Team           | 18 h 22 min 00 s |
| 2.º | Tejay van Garderen   | BMC Racing Team           | + 2 s            |
| 3.º | Philippe Gilbert     | Quick-Step Floors         | + 3 s            |
| 4.º | Geraint Thomas       | Team Sky                  | + 5 s            |
| 5.º | Julian Alaphilippe   | Quick-Step Floors         | + 6 s            |
| 6.º | Bob Jungels          | Quick-Step Floors         | + 9 s            |
| 7.º | Tom Dumoulin         | Team Sunweb               | + 13 s           |
| 8.º | Søren Kragh Andersen | Team Sunweb               | + 13 s           |
| 9.º | Rigoberto Urán       | EF Education First-Drapac | + 37 s           |
| 10.º | Rafał Majka          | Bora-Hansgrohe            | + 52 s           |

### Clasificación por puntos(Maillot Vert)
| Clasificación por puntos | Clasificación por puntos | Clasificación por puntos | Clasificación por puntos | Clasificación por puntos |
| Ciclista                 | Ciclista                 | Equipo                   | Puntos                   |                          |
| ------------------------ | ------------------------ | ------------------------ | ------------------------ | ------------------------ |
| 1.º                      | Peter Sagan              | Bora-Hansgrohe           | 180 pts                  |                          |
| 2.º                      | Fernando Gaviria         | Quick-Step Floors        | 147 pts                  |                          |
| 3.º                      | Alexander Kristoff       | UAE Team Emirates        | 78 pts                   |                          |
| 4.º                      | André Greipel            | Lotto-Soudal             | 69 pts                   |                          |
| 5.º                      | Arnaud Démare            | Groupama-FDJ             | 57 pts                   |                          |
| 6.º                      | Sonny Colbrelli          | Bahrain-Merida           | 55 pts                   |                          |
| 7.º                      | Marcel Kittel            | Katusha-Alpecin          | 52 pts                   |                          |
| 8.º                      | Andrea Pasqualon         | Wanty-Groupe Gobert      | 41 pts                   |                          |
| 9.º                      | Sylvain Chavanel         | Direct Énergie           | 40 pts                   |                          |
| 10.º                     | John Degenkolb           | Trek-Segafredo           | 36 pts                   |                          |

### Clasificación de la montaña(Maillot à Pois Rouges)
| Clasificación de la montaña | Clasificación de la montaña | Clasificación de la montaña | Clasificación de la montaña | Clasificación de la montaña |
| Ciclista                    | Ciclista                    | Equipo                      | Puntos                      |                             |
| --------------------------- | --------------------------- | --------------------------- | --------------------------- | --------------------------- |
| 1.º                         | Toms Skujiņš                | Trek-Segafredo              | 4 pts                       |                             |
| 2.º                         | Sylvain Chavanel            | Direct Énergie              | 4 pts                       |                             |
| 3.º                         | Lilian Calmejane            | Direct Énergie              | 3 pts                       |                             |
| 4.º                         | Dion Smith                  | Wanty-Groupe Gobert         | 1 pt                        |                             |
| 5.º                         | Kévin Ledanois              | Fortuneo-Samsic             | 1 pt                        |                             |
| 6.º                         | Anthony Perez               | Cofidis, Solutions Crédits  | 1 pt                        |                             |

### Clasificación del mejor joven(Maillot Blanc)
| Clasificación del mejor joven | Clasificación del mejor joven | Clasificación del mejor joven | Clasificación del mejor joven | Clasificación del mejor joven |
| Ciclista                      | Ciclista                      | Equipo                        | Tiempo                        |                               |
| ----------------------------- | ----------------------------- | ----------------------------- | ----------------------------- | ----------------------------- |
| 1.º                           | Søren Kragh Andersen          | Team Sunweb                   | 18 h 22 min 13 s              |                               |
| 2.º                           | Egan Bernal                   | Team Sky                      | + 1 min 08 s                  |                               |
| 3.º                           | Magnus Cort                   | Astana                        | + 1 min 39 s                  |                               |
| 4.º                           | Antwan Tolhoek                | LottoNL-Jumbo                 | + 2 min 12 s                  |                               |
| 5.º                           | Dion Smith                    | Wanty-Groupe Gobert           | + 2 min 30 s                  |                               |
| 6.º                           | Thomas Boudat                 | Direct Énergie                | + 2 min 57 s                  |                               |
| 7.º                           | Pierre Latour                 | AG2R La Mondiale              | + 3 min 15 s                  |                               |
| 8.º                           | Gregor Mühlberger             | Bora-Hansgrohe                | + 4 min 24 s                  |                               |
| 9.º                           | Guillaume Martin              | Wanty-Groupe Gobert           | + 4 min 28 s                  |                               |
| 10.º                          | Gianni Moscon                 | Team Sky                      | + 6 min 11 s                  |                               |

### Clasificación por equipos(Classement par Équipe)
| Clasificación por equipos | Clasificación por equipos                | Clasificación por equipos | Clasificación por equipos |
| Equipo                    | Equipo                                   | Tiempo                    |                           |
| ------------------------- | ---------------------------------------- | ------------------------- | ------------------------- |
| 1.º                       | Quick-Step Floors                        | 55 h 45 min 20 s          |                           |
| 2.º                       | BMC Racing Team                          | + 23 s                    |                           |
| 3.º                       | Team Sunweb                              | + 44 s                    |                           |
| 4.º                       | Sky                                      | + 1 min 54 s              |                           |
| 5.º                       | Mitchelton-Scott                         | + 3 min 27 s              |                           |
| 6.º                       | Bora-Hansgrohe                           | + 3 min 45 s              |                           |
| 7.º                       | Astana                                   | + 3 min 52 s              |                           |
| 8.º                       | Bahrain-Merida                           | + 3 min 56 s              |                           |
| 9.º                       | EF Education First-Drapac p/b Cannondale | + 4 min 10 s              |                           |
| 10.º                      | Movistar Team                            | + 4 min 19 s              |                           |

## Abandonos
- Tiesj Benoot, no tomó la salida por la caída en la cuarta etapa.[2]
- Michael Matthews, no tomó la salida por enfermedad.[2]
- Robert Kiserlovski, abandonó por caída en los primeros kilómetros.[2]